# Moto Psycho
Moto Psycho — сингл американського хеві-метал-гурту Megadeth з альбому The World Needs a Hero 2001 року. Посів 22 позицію в чарті Hot Mainstream Rock Tracks.
«„Moto Psycho“ — це пісня про рух, а точніше, про хлопця, який встає, їде на роботу, повертається додому, встає, їде на роботу, повертається додому та витрачає половину свого дня на дорогу, а другу половину працює або спить. Людина в колесі для хом'яка» (Дейв Мастейн, 2001).
Композиція є головною темою гри Heavy Metal: Geomatrix для приставки Dreamcast.

## Список композицій
1. «Moto Psycho» — 3:06
2. «Dread and the Fugitive Mind» — 4:26

## Учасники запису
- Дейв Мастейн — гітара, вокал
- Ел Пітреллі — гітара
- Девід Еллефсон — бас-гітара
- Джиммі Деграссо — ударні

## Чарт
| Чарт (2001)                       | Найвища позиція |
| --------------------------------- | --------------- |
| США (Mainstream Rock) (Billboard) | 22              |
| US Active Rock (Billboard)        | 19              |
| US Heritage Rock (Billboard)      | 23              |